# Аралско језеро
Аралско језеро (рус. Аральскοе мοре, каз. Арал теңізі, узб. Orol dengizi) јесте слано језеро на граници Казахстана и Узбекистана.
Аралско језеро је раније било знатно веће. Године 1960. било је четврто језеро на свету по површини захватајући 68.000 km². Међутим, отад је почело да се смањује због смањеног дотока који су узроковани хидрогеолошким радовима на рекама притокама Аму Дарји и Сир Дарји. Од четрдесетих година 20. века, воде тих река се употребљавају за наводњавање поља памука у Казахстану и Узбекистану. Око 20 до 60 km³ воде се годишње издвоји за наводњавање. Због тога, ниво језера опадне за 20 до 60 cm годишње. Запремина језера се од 1960. смањила за 80%, док је нарасли салинитет, који износи 10,7%, уништио готово све облике живота у језеру.
Због опадања нивоа језера променила се локална клима, а многе биљне и животињске врсте су изумрле. То је довело до пропасти рибарства и индустријских грана које су биле повезане с њим. Некадашње луке се данас налазе и до 50 km од садашње обале језера.
Изузев јужних обала, језеро је ненасељено.
Од 1989. језеро је подељено на Мало море на северу и Велико море на југу. Године 2007. Велико море се поделило на два дела. Ако се ништа не предузме, јужни део језера би могао нестати до 2025. године. С изградњом бране на северу нагло је порастао ниво воде у Маломе мору (досад са 30 на 38 метара, а предвиђа се 42). Засад је Казахстан заинтересован за мере спасавања свог дела Аралског језера помоћу кредита Светске банке, док Узбекистан сматра да је производња памука много значајнија. Неки од предложених пројеката за регенерацију Аралског језера јесу спровођење воде из Каспијског језера или скретање сибирских река к Аралу.

## Формирање
Река Аму Дарја се до холоцена уливала у Каспијско море Узбојским каналом. Географ Ник Мидлтон верује да до тада није почела да се улива у Аралско море.

## Екологија

### Домаће рибе
Упркос својој некадашњој огромној величини, Аралско море је имало релативно низак аутохтони биодиверзитет. Међутим, слив Аралског мора имао је изузетан низ ендемских подврста риба (као и три ендемске врсте јесетри). Већина њих и даље преживљава у Северном Аралском мору, али неке, као што су јесетре, су десетковане или чак доведене до изумирања због смањења језера. Аутохтоне рибље врсте језера обухватале су бродску јесетру (Acipenser nudiventris), све три врсте Pseudoscaphirhynchus јесетре, арска пастрмка (Salmo trutta aralensis), северна штука (Esox lucius), јаз (Leuciscus idus oxianus), буцов (Aspius aspius iblioides) и црвенперка (Scardinius erythropthalmus), туркестанска мрена (Luciobarbus capito conocephalus), арална мрена (L. brachycephalus brachycephalus), обична деверика (Abramis brama orientalis), белоока деверика (Ballerus sapa aralensis), пегуница (Chalcalburnus chalcoides aralensis), сабљарка (Pelecus cultratus), караш (Carassius carassius gibelio), шаран (Cyprinus carpio aralensis), велшки сом (Silurus glanis), украјински штапић (Pungitius platygaster aralensis), смуђ (Sander lucioperca), европски смуђ (Perca fluviatilis), и балавац (Gymnocephalus cernuus). Све ове рибе, осим штапића, живеле су анадрамним или полуанадромним начином живота.
Повећање салинитета и исушивање језера довели су до локалног изумирања аралне пастрмке, мрене, туркестанске мрене и свих врста јесетри, и бране сада блокирају њихове повратне и миграционе путеве; аралска пастрмка и сирдаријска јесетра (Pseudoscaphirhynchus fedtschenkoi) могу бити изумрле због њиховог ограниченог домета. Све друге аутохтоне рибе, осим штапића (који је опстао током скупљања језера и повећања салинитета) су такође уништене, али су се вратиле у Северно Аралско море након његовог опоравка од 1990-их па надаље.

### Уведена риба
Друге врсте риба које су толерантне на со су намерно или ненамерно уведене током 1960-их када су хидроенергетски пројекти и пројекти наводњавања смањили проток слатке воде и тиме повећали салинитет. Ту спадају балтичка харинга (Clupea harengus membras), крупна песка (Atherina boyeri caspia), црнопругаста риба (Syngnatus abaster caspius), кавкаски патуљасти гоби (Knipowitschia caucasica), мајмунски гоби (Neogobius fluviatilis), главоч округлак (N. melanostomus), сирмански гоби (N. syrman), великоглави гоби (Ponticola kessleri), тубеноза (Proterorchinus marmoratus), бели амур (Ctenopharyngodon idella), бели толстолобик (Hypophtalmichthys molitrix), толстолобик сиви (H. nobilis), црни амур (Mylopharyngodon piceus) и северни змијоглав (Channa argus warpachowski).
Харинга, пешчани гавун и гоби су биле прве планктиворне рибе у језеру, што је довело до колапса популације зоопланктона у језеру. Ово је заузврат изазвало колапс популације харинге и пешчаног гавуна од којих се ниједна врста није опоравила. Све уведене врсте, осим шарана, змијоглаве и (могуће) морске игле, преживеле су скупљање језера и повећање сланости, а за то време уведена је европска иверка (Platichthys flesus) како би се оживело рибарство. Истребљенe врстe (осим вероватно морске игле) вратила су се у Северно Аралско море након опоравка. Харинга, морска игла, гоби и иверак опстали су у Јужном Аралском мору све док повећана сланост није истребила све осим гобија.